# Drzwi w murze
Drzwi w murze (en polonès la porta a la paret) és una pel·lícula dramàtica polonesa del 1974 dirigida per Stanisław Różewicz.

## Argument
Wiktor Zawadzki és un dramaturg que arriba a la costa per participar en l'assaig d'una representació basada en el seu text al teatre de Gdańsk. És un text difícil, metafòric i avantguardista. El director no té pràcticament cap concepte artístic, els actors no saben interpretar els seus papers. Wiktor lloga una habitació en allotjament privat perquè no hi ha llocs a l'hotel. Allí coneix a una jove Krystyna amb la seva mare. El dramaturg es va implicant gradualment en les seves vides i els seus problemes, arribant fins i tot a tenir un fugaç romanç amb Krystyna.

## Repartiment
- Zbigniew Zapasiewicz − dramaturg Wiktor Zawadzki
- Ryszarda Hanin − mare de Krystyna
- Wanda Neumann − Krystyna
- Jerzy Radziwiłowicz − Henryk, xicot de Krystyna
- Janusz Paluszkiewicz − actor
- Elżbieta Goetel

## Recepció i premis
Fou exhibida com a part de la secció oficial del Festival Internacional de Cinema de Sant Sebastià 1974, en la que finalment va rebre una conquilla de plata.